# ハッピー・ファミリー (テレビドラマ)
『ハッピー・ファミリー』（原題: 開心就好、直訳: 楽しければいい）は中華人民共和国のテレビドラマ。2000年放映（日本ではテレビ未放映だが、DVD化されている）。
同国のテレビドラマは、時に数十話にも及ぶ長編が主流であるが、本作品は旧正月に放映するスペシャルドラマ（賀歳片）として作られた為、3話完結（各話47分）・肩の凝らないコメディタッチのホームドラマとなっている。
監督の張一白（チャン・イーバイ）はミュージック・ビデオ界での実績を持ち、オープニング映像や劇中に挿入されたラップ場面でその手腕を発揮している。

## あらすじ
北京で中華レストランを営む于（ユー）家には3人の子供がいる。ある日、長男が留学先から家族に内緒で結婚した妻を伴って帰国してきた。新婚夫婦は渋々両親の家に同居するが、そこへ他の子供たちや宿無し娘まで転がり込んできた。
伝統を重んじる昔かたぎの両親と若者たちの間には、小さな衝突や行き違いが絶えない。やがて一家は、誰がレストランを継ぎ、看板料理・牛肉麺の秘伝のスープを伝承していくかという大問題に直面する。
数々の困難を乗り越え、それぞれの夢を追いかけながら、一家は新しい絆で結ばれていくのだった。

## キャスト
- 老于（ユー氏） - 劉佩琦（中国語版）（リウ・ペイチー）

一家の主で名料理人の于浩生（ユー・ハオション）。何代にも渡って受け継いできた秘伝の味を頑なに守ろうとする。
- 心茹（シンルー） - 斯琴高娃（スーチンガウワー）

老于の妻。一家の主婦の座を嫁に譲り手持ち無沙汰気味。
- 于満堂（ユー・マンタン） - 李亜鵬（リー・ヤーポン）

于家の長男。妻からマーティンと呼ばれている。IT企業に勤務する米国帰りのエリート。
- 于富貴（ユー・フークイ） - 耿楽（ゴン・ロー）

于家の次男。愛称は富貴儿（フークァル）。店の後継者に指名されるが、密かにカーレーサーへの夢を抱いている。
- 于蘭（ユー・ラン） - 陶虹（中国語版）（タオ・ホン）

于家の長女。愛称は蘭蘭（ランラン）。料理人志望だが、旧式な父親とは違ったスタイルを目指す。
- スージー - 朱茵（アテナ・チュー）

長男の妻。米国育ちで、舅が付けた中国名は、淑賢（シューシエン）。中国式のやり方に戸惑いながらも溶け込もうと奮闘する。
- 譚格格（タン・グァーグァ） - 周迅（ジョウ・シュン）

タクシー運転手をしていた次男の車に無賃乗車したことがきっかけで、于家に居候する。
- 小段（シャオトァン） - 杜澎（ドゥ・プォン）

長女のボーイフレンド。
- 爾康（アルカン） - 李小龍（リー・シャオロン）

レストランの使用人。劇中に流れるラップを歌う。

## スタッフ
- 監督 - 張一白（中国語版）（チャン・イーバイ）、謝東（シェ・トン）
- 脚本 - 雷婷（レイ・ティン）
- 撮影 - 温徳光（ウェン・ドァーグァン）
- 編集 - 劉淼淼（リウ・ミャオミャオ）
- 音楽 - 小柯（シャオクー、作曲・作詞・テーマ曲歌唱）
- ラップ - 李小龍（リー・シャオロン）
- 製作会社 - 中国中央電視台影視部、北京雅迪星影視文化有限公司